# حکم‌آباد (تبریز)
حکم‌آباد یا (هکماوار) محله‌ای از محلات قدیمی تبریز است که در شمال غرب این شهر واقع شده‌است. این محله از شرق به محله ویجویه و از شمال به محله عموزین‌الدین و جمشید آباد و از شمال‌غرب به دیزج (محله ابوذر) و از غرب به جاده سنتو و قراملک و از جنوب به شنب‌غازان و آخونی و از جنوب شرقی به باغات محله کوچه‌باغ و قره‌آغاج منتهی می‌شود.
منطقهٔ حکم‌آباد دارای زمین‌های کشاورزی بسیاری بوده و از دیرباز قطب تولید محصولات کشاورزی تبریز می‌باشد که علاوه بر تأمین مایحتاج تبریز در فصول بهار و تابستان، محصولات کشاورزی تولید شده به شهرهای مجاور نیز صادر می‌گردد.
در دهه‌های پیشین کشاورزی اصلی‌ترین فعالیت اقتصادی این منطقه بوده و اکثر ساکنین حکم‌آباد از طریق کشاورزی امرار معاش می‌نمودند.
اکثر محصولات کاشت شده انواع سبزیجات می‌باشد که معمولاً خاص منطقهٔ حکم‌آباد می‌باشند؛ از این میان نعناع حکم‌آباد از لحاظ رنگ، عطر و طعم دارای کیفیت بسیار بالایی بوده و معروف است.

### میدان‌های حکم‌آباد
حکم‌آباد دارای دو میدان بوده که اولی میدان کوچک یا میدان ماشین «بواسطهٔ این‌که آخرین ایستگاه اتوبوس شرکت واحد از این میدان دور می‌زد» و دومی میدان بزرگ یا میدان حکم‌آباد بود که قبل از انتقال میدان تره بار به مکان فعلی، محصولات کشاورزی برداشت شده از زمین‌های کشاورزی حکم‌آباد در این میدان عرضه می‌شد.
علت شهرت میدان حکم‌آباد «میدان بزرگ» بازار مکاره‌ای بود که هر چهارشنبه سوری در این مکان دایر می‌گردید و با عرضهٔ انواع ملزومات عید نوروز، میدان پر از رنگ‌های بدیع می‌گردید و زنده می‌شد.
انواع آجیل شیرینی‌های پولکی رنگارنگ مخصوص تبریز و انواع اسباب بازی رنگی نی لبک و شیپورهای پلاستیکی کوچک صورتی رنگ زینت‌بخش بازار مکاره چهارشنبه‌سوری بود.
از سرگرمی‌های نوجوانان، سنجاق کردن چادرهای زنانی‌ که مشغول خرید و چانه زنی با فروشنده‌ها بودند به همدیگر با سنجاق قفلی بود.
اکثر مردم خاطرات شیرینی از بازار مکاره چهارشنبه سوری حکم‌آباد به یاد دارند.

### سر قاضی‌یار
محلهٔ قاضی‌یار «قاضی یر باشی» در ورودی حکم‌آباد قرار دارد و از محلات قدیمی تبریز می‌باشد.
اولین نانوایی سنگک مکانیزه یا ماشینی در تبریز در ضلع جنوبی «میدان ماشین» راه‌اندازی شده است که از اوایل دههٔ شصت به مدت حدوداً دو دهه فعالیت دارد.
حمام نظافت واقع در حکم‌آباد، مربوط به اواخر دوره قاجار است که در دوم آبان ماه سال ۱۳۸۲ با شمارهٔ ثبت ۱۰۴۶۷ به عنوان یکی از آثار ملی ایران به ثبت رسیده‌ است.

## اهالی سرشناس
- احمد کسروی[۱]